# Música de Escocia

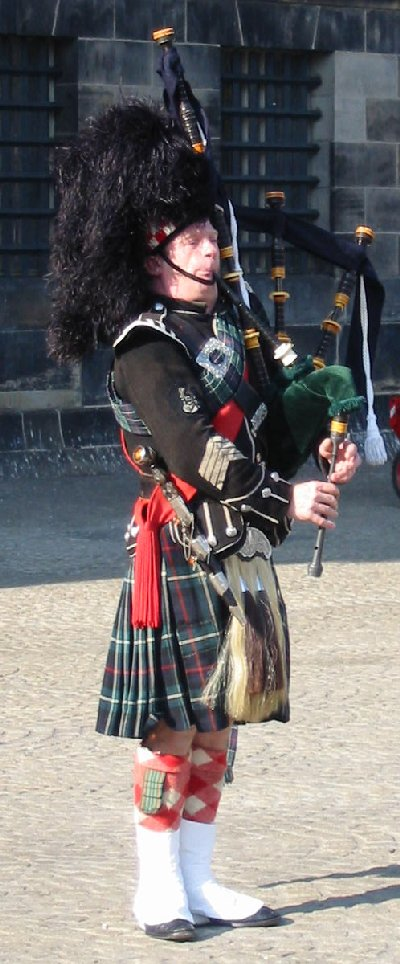
Gaitero Mayor tocando Great Highland Bagpipe

Escocia es conocida internacionalmente por su música tradicional, que se ha mantenido viva a lo largo de los siglos XX y XXI, cuando buena parte de las músicas tradicionales perdieron popularidad en favor de la música pop. A pesar de la emigración y las conexiones bien desarrolladas con música importada del resto de Europa y de los Estados Unidos, la música de Escocia ha mantenido sus aspectos tradicionales, influenciada por muchos otros tipos de música.
La mayoría de los forasteros asociarían la música tradicional escocesa casi por completo con la Gaita de las Highlands, la cual, ciertamente, ha jugado un importante papel en la música escocesa. Aunque este modelo particular de gaita se desarrolló exclusivamente en Escocia, no es la única gaita escocesa.
La mención más temprana de gaitas en Escocia que se conoce data del siglo XV, aunque se cree que habían sido introducidas en Escocia mucho antes, hacia el siglo VI, provenientes de los gaélicos irlandeses.

## Música antigua

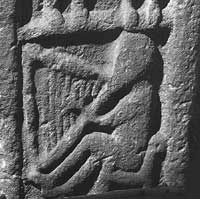
Arpista en las piedras pictas de Monifeith, 700 – 900 AD

Se han conocido instrumentos de cuerda en Escocia desde, al menos, la Edad de Hierro. La primera evidencia de liras fuera del mundo Grecorromano se encontró en la Isla de Skye. Datando de 2300 AC es el instrumento europeo de cuerda más antiguo que se conserva
Los bardos, que actuaban como músicos, pero también como poetas, cuentacuentos, historiadores, genealogistas y abogados, confiaban en una tradición oral que se extendía muchas generaciones atrás. Aparecieron en Escocia, Gales e Irlanda. A menudo se acompañaban de un arpa y pueden encontrarse en registros de la corte escocesa de la Edad Media.
La música escoesa del final de la Edad Media fue influenciándose progresivamente por los desarrollos continentales, con personajes como el teórico musical del siglo XIII, Simon Tailler, que estudió en París antes de volver a Escocia, donde introdujo varias reformas a la música eclesiástica.
Hay colecciones escocesas de música como la  Wolfenbüttel 677 del siglo XIII, asociada con Saint Andrews, que contiene principalmente composiciones francesas, pero con algunos estilos locales peculiares.
El cautiverio de Jacobo I en Inglaterra, desde 1406 a 1423, donde se ganó la reputación de poeta y compositor, pudo haberlo llevado a adoptar estilos y músicos ingleses y continentales, de vuelta a la corte escocesa tras su liberación. Al final del siglo XV, una serie de músicos se formó en Holanda antes de volver a casa, incluyendo John Broune, Thomas Inglis y John Fety, el último de los cuales llegaría a ser maestro de la escuela de canto de Aberdeen y Edimburgo, presentando la nueva técnica de interpretación del órgano a cinco dedos.
En 1501, Jacobo IV refundó la Capilla Real en el Castillo de Stirling con un nuevo y ampliado coro y llegó a ser el centro de la música litúrgica escocesa. Probablemente también se reforzaron las influencias borgoñonas e inglesas cuando la hija de Enrique VII, Margarita Tudor, se casó con Jacobo IV en 1503. Jacobo V (1512-1542) fue un gran mecenas de la música. De un gran talento para el laúd, introdujo la chanson francesa y los consorts de violas en la corte y patrocinó a compositores como David Peebles (c. 1510–1579?).
La Reforma Escocesa, influenciada directamente por el calvinismo, se opuso generalmente a la música eclesiástica, llevando a la supresión de órganos y a un creciente énfasis en los salmos métricos, incluyendo una composición de David Peebles por encargo de Jacobo Estuardo. El trabajo más importante de la música escocesa reformada fue, probablemente, A forme of Prayers, publicado en Edimburgo en 1564. El regreso a Francia de María I de Escocia, hija de Jacobo V, en 1561, renovó la corte escocesa como centro del mecenazgo y la interpretación musical. La reina interpretaba el laúd, virginales y, al contrario que su padre, era una cantante exquisita. María trajo muchas influencias de la corte francesa, donde había sido educada, manteniendo a intérpretes de laúd y viola como empleados domésticos. La posición de María como católica, reavivó el coro de la Capilla Real de Escocia durante su reinado, pero la destrucción de los órganos escoceses supuso el empleo de bandas de músicos con trompetas, tambores, flautines, gaitas y tabores como acompañamiento instrumental.
El más espectacular compositor escocés de la época fue Robert Carver (c.1485–c.1570) entre cuyas obras figura el motete de diecinueve partes 'O Bone Jesu'. Jacobo VI, rey de Escocia desde 1567, fue un gran mecenas de las artes en general. Reconstruyó la Capilla Real de Stirling en 1594 y el coro se usó para eventos de estado, como el bautismo de su hijo Enrique. Continuó la tradición de emplear a intérpretes de laúd para su entretenimiento privado, como otros miembros de su familia. Cuando llegó al sur para tomar el trono de Inglaterra en 1603 como Jacobo I, retiró una de las principales fuentes de mecenazgo de Escocia. La Capilla Real de Escocia se usaba ahora para visitas de estado esporádicas, como cuando Carlos I volvió en 1633 para ser coronado, trayendo muchos músicos de la Capilla Real Inglesa para este servicio, comenzando su deterioro. A partir de entonces, la corte de Westminster sería el único gran mecenas de la música.

## Música Folk
Hay pruebas de que hubo una floreciente cultura de música popular en Escocia al final de la Edad Media, pero la única canción con melodía que ha sobrevivido de ese periodo es la "Pleugh Song".
Tras la Reforma, la tradición musical secular de Escocia continuó, a pesar de los intentos de la kirk, particularmente en las Lowlands, de suprimir el baile y eventos como las penny weddings. Este periodo vio aparecer el ceòl mór (la música grande) de la gaita, la cual reflejaba sus orígenes marciales, con tonadas de batalla, marchas, toques de retirada, saludos y lamentos. En las Highlands de principios del siglo XVII se desarrollaron familias de gaiteros que incluían los MacCrimmonds, los MacArthurs, los MacGregors y los Mackays de Gairloch. Hay también pruebas de la adopción de un tipo de violín en las Highlands, en las anotaciones de Martin Martin en su A Description of the Western Isles of Scotland (1703) donde se dice que sabía de 18 intérpretes solo en Lewis. Eran famosos músicos como el violinista Pattie Birnie y el gaitero Habbie Simpson. Esta tradición continuó hasta el siglo XIX, con figuras de renombre como los violinistas Neil y su hijo Nathaniel Gow. Hay también inicios de baladas de este periodo. Algunas podrían datar de la Alta Edad Media y tratar sobre eventos y gente cuyo rastro puede trazarse hasta el siglo XIII. Permanecieron en la tradición oral hasta que fueron recopiladas como canciones populares en el siglo XVIII.
La recopilación de música secular impresa más antigua viene del siglo XVII. Esta colección empieza a ganar impulso a principios del siglo XVIII, y a medida que la oposición de la kirk comenzó a menguar, se fue produciendo una avalancha de publicaciones, incluyendo el compendio en verso de Allan Ramsay, The Tea Table Miscellany (1723) yd The Scots Musical Museum (1787 a 1803) por James Johnson y Robert Burns. Hacia finales del siglo XIX se produjo un renovado interés por la música tradicional, con propósitos más académicos y políticos. En Escocia hubo coleccionistas como el reverendo James Duncan y Gavin Greig y grandes intérpretes como James Scott Skinner.  Este resurgimiento comenzó a tener un gran impacto en la música clásica, con el desarrollo de lo que llegaría a ser la escuela nacional de orquesta y música de ópera de Escocia, con compositores como Alexander Mackenzie, William Wallace, Learmont Drysdale, Hamish MacCunn y John McEwen.

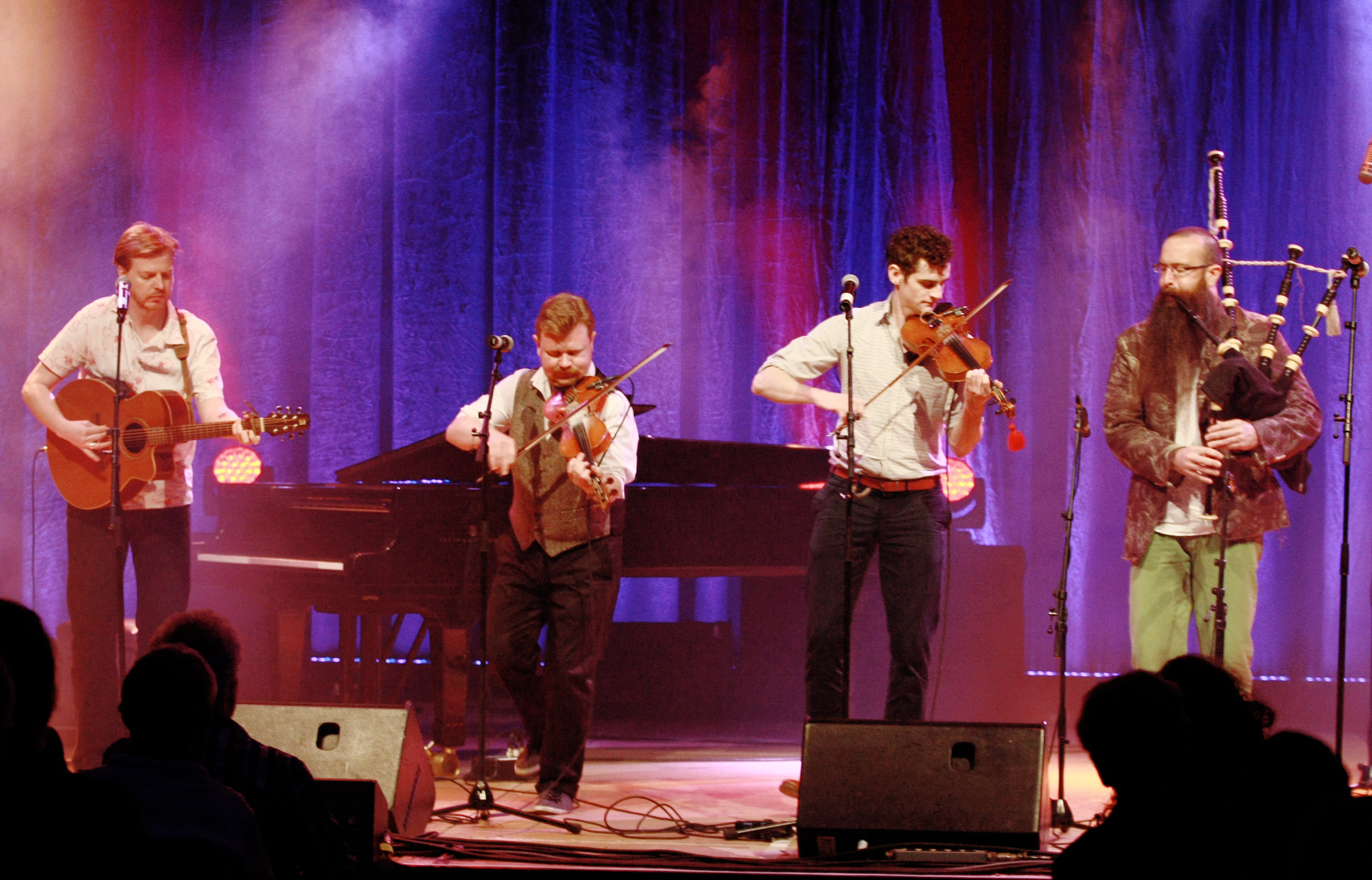
Battlefield Band actuando en Freiburg en 2012

Después de la Segunda Guerra Mundial, la música tradicional escocesa fue marginada, aunque se mantuvo como una tradición viva. Este estatus marginal cambió gracias a acciones individuales como las de Alan Lomax, Hamish Henderson y Peter Kennedy, a través de colecciones, publicaciones, grabaciones y programas de radio. Se popularizaron actuaciones como las de John Strachan, Jimmy MacBeath, Jeannie Robertson y Flora MacNeil. En los 60 floreció la cultura del folk club y Ewan MacColl emergió como líder en este resurgimiento británico. Se albergó a intérpretes tradicionales como Donald Higgins y los Stewarts of Blairgowrie, junto a intérpretes ingleses y escoceses como Robin Hall, Jimmie Macgregor, The Corries y el Ian Campbell Folk Group. Hubo también una parte de la música popular escocesa que se benefició de la llegada de la radio y la televisión, usando estereotipos del music hall y las variedades. Esto pudo ejemplificarse en programas de televisión como The White Heather Club, en antena desde 1958 a 1967, presentado por Andy Stewart y con las actuaciones de Moira Anderson y Kenneth McKeller. La fusión de varios estilos de música americana y folk británico dio lugar a una peculiar forma de tocar la guitarra conocida como folk baroque, con pioneros como Davy Graham y Bert Jansch. Otros abandonaron completamente los elementos tradicionales, como Donovan y la Incredible String Band, que desarrollaron lo que dio en llamarse folk psicodélico. Hubo otros grupos acústicos que continuaron interpretando música tradicional entrados los 70, como Ossian, Silly Wizard, The Boys of the Lough, Battlefield Band, The Clutha y los Whistlebinkies y  solistas como Dougie Maclean.
El rock celta se desarrolló por grupos escoceses como una variante del folk eléctrico, con grupos como la JSD Band y Spencer's Feat. Five Hand Reel, que mezclaban miembros irlandeses y escoceses, emergió como uno de los más exitosos exponentes del estilo. A finales de los 70 la asistencia y el número de folk clubs comenzó a decrecer a medida que surgían nuevas tendencias y estilos musicales. No obstante, en Escocia, el circuito de ceilidhs y festivales supuso un apoyo a la música tradicional. Dos de los grupos de más éxito en los 80 que emergieron de estos circuitos fueron Runrig y Capercaillie. A propósito de la diáspora celta, surgieron grandes comunidades a lo largo del mundo que buscaban sus raíces culturales y su identidad con sus orígenes como naciones celtas. Desde los Estados Unidos venían bandas como Seven Nations, Prydein y Flatfoot 56. De Canadá, Enter the Haggis, Great Big Sea, The Real Mckenzies y Spirit of the West.

## Música clásica

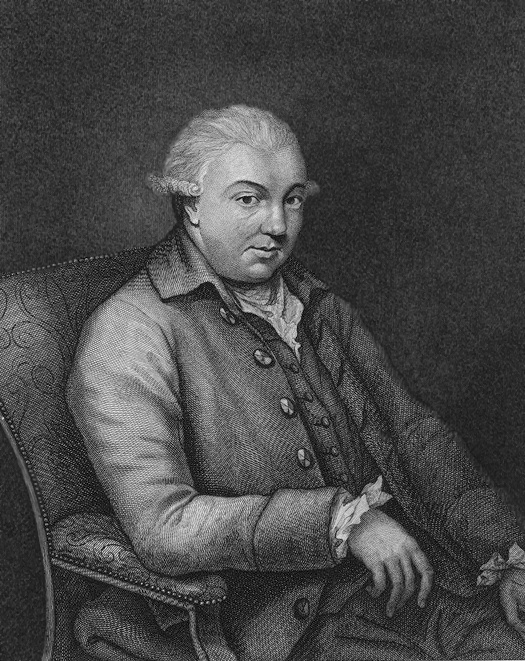
Thomas Erskine, 6th Earl of Kellie, the first Scot known to have produced a symphony

El desarrollo de una tradición específica de música culta en Escocia estuvo limitado por el impacto de la Reforma Escocesa en la música eclesiástica del siglo XVI. Los conciertos, compuestos mayormente de "airs escoceses", se desarrollaron en el siglo XVII y ahí se introdujeron instrumentos clásicos en el país. La música en Edimburgo prosperó gracias al mecenazgo de figuras como Sir John Clerk of Penicuik. El estilo italiano de música clásica se importó probablemente por el celista y compositor Lorenzo Bocchi, que viajó a Escocia en 1720. La Musical Society of Edinburgh se incorporó en 1728. Varios músicos italianos estuvieron activos en la capital durante ese periodo y se conocen varios compositores escoceses de estilo clásico, como Thomas Erskine, 6th Earl of Kellie, el primes escocés que compuso una sinfonía.
Hacia mitad del siglo XVIII un grupo de compositores escoceses que incluía a James Oswald y William McGibbon creó el "Scots drawing room style", tomando principalmente tonadas de las Lowland y haciéndolas aceptables para audiencias de clase media. A finales del XVIII Robert Burns se embarcó en un intento de producir un corpus de canción nacional escocesa, contribuyendo con alrededor de un tercio de las canciones del The Scots Musical Museum. Burns también colaboró con George Thomson en A Select Collection of Original Scottish Airs, que adaptaba canciones folk escocesas con arreglos clásicos. No obstante, la defensa de la música escocesa iniciada por Burns pudo ayudar al asentamiento de una tradición de música europea de concierto en Escocia, que vacilaba hacia el final del siglo XVIII.
Hacia la mitad del siglo XIX la música clásica tuvo un resurgimiento, ayudada por las visitas de Chopin y Mendelssohn hacia 1840. A finales del siglo XIX se contaba con una escuela nacional de orquesta y música de ópera en Escocia, cuyos principales compositores eran Alexander Mackenzie, William Wallace, Learmont Drysdale y Hamish MacCunn. Los principales intérpretes fueron el pianista Frederic Lamond y los vocalistas Mary Garden y Joseph Hislop.
Después de la I Guerra Mundial, Robin Orr y Cedric Thorpe Davie recibieron influencias del modernism. Erik Chisholm fundó la Scottish Ballet Society y contribuyó a la creación de varios balets. El Festival de Edimburgo se fundó en 1947 y llevó a una expansión de la música clásica en Escocia, liderando la creación de la Scottish Opera en 1960. Fueron compositores importantes de la posguerra los siguientes: Ronald Stevenson, Francis George Scott, James Peace, Edward McGuire, William Sweeney, Iain Hamilton, Thomas Wilson, Thea Musgrave y James MacMillan. Craig Armstrong ha producido música para muchás películas. Entre los compositores de renombre está el percusionista Evelyn Glennie. Las principales orquestas escocesas son la Royal Scottish National Orchestra (RSNO), la Scottish Chamber Orchestra (SCO) y la BBC Scottish Symphony Orchestra (BBC SSO). Las actuaciones principales se realizan en el Glasgow Royal Concert Hall, Usher Hall, Edinburgh and Queen's Hall, Edinburgh.

## Pop, rock y fusión

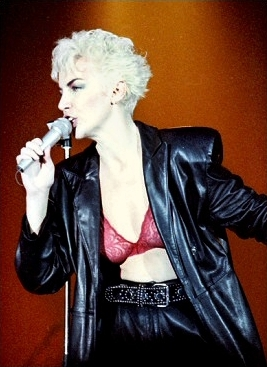
Annie Lennox, interpretando aquí como parte de Eurythmics en los años 80.

El pop y el rock empezaron lentamente en Escocia y produjeron unas pocas bandas notables en los años 50 y 60, pero gracias a los galardonados David Bowie y otros, la banda 1-2-3 de Edimburgo (más tarde Clouds), en activo desde 1966 a 1971, fue finalmente reconocida como el precursor definitivo del movimiento del rock progresivo. No obstante, hacia los 70, bandas como la Average White Band, Nazareth y la Sensational Alex Harvey Band comenzaron a tener éxito internacional. De cualquier modo, la banda de pop más grande de los 70, al menos en términos de ventas, fue sin duda la Bay City Rollers. Varios de los miembros de la internacionalmente reconocida banda de rock AC/DC nacieron en Escocia, incluido el primer cantante, Bon Scott y los guitarristas Malcolm and Angus Young, aunque en el momento en el que empezaron a tocar ya se habían mudado a Australia. George Young, el hermano mayor de Angus y Malcolm encontró el éxito como miembro de la banda australiana The Easybeats, que más tarde produjo algunos de los trabajos de AC/DC y se asoció con el expatriado holandés Harry Vanda.
Durante los 60 Escocia contribuyó con dos innovadores músicos de rock que fueron cruciales para la escena internacional: el cantautor, poeta y guitarrista Donovan (Donovan Phillips Leitch) y el compositor, cantante y multinstrumentista Jack Bruce (John Symon Asher Bruce). En los trabajos de Donovan y Bruce pueden encontrarse trazas de la literatura y la música escocesas.
La música de Donovan en su Fairytale de 1965 anticipaba el revival del folk-rock británico. Donovan fue pionero en el rock psicodélico con Sunshine Superman en 1966. En sus últimos trabajos se encaminó hacia el rock celta con álbumes como Open Road y H.M.S. Donovan. Entre los músicos de sus actuaciones de los 60 se encontraron Jimmy Page, John Bonham y John Paul Jones, quienes más tarde formarían el grupo Led Zeppelin. También se ha dicho que Donovan fue una influencia temprana y estimulante para Marc Bolan, fundador de T. Rex.
Jack Bruce fue cofundador de Cream, junto con Eric Clapton y Ginger Baker en 1966, debutando con el álbum Fresh Cream. Fresh Cream y el lanzamiento de Cream se consideran un momento clave en la historia del blues-rock, introduciendo virtuosismo e improvisación al género. Bruce, como miembro de Tony Williams Lifetime (junto con John McLaughlin y Larry Young) en Emergency!, contribuyó de forma similar al germen del jazz-rock que precedió al Bitches Brew de Miles Davis.
Escocia produjo ciertas bandas punk de renombre, como The Exploited, The Rezillos, The Skids, The Fire Engines, y The Scars. De cualquier modo, no fue hasta la era del post-punk de los tempranos 80 cuando Escocia verdaderamente se hizo patente, con bandas como Cocteau Twins, Orange Juice, The Associates, Simple Minds, Maggie Reilly, Annie Lennox (Eurythmics), Hue and Cry, Goodbye Mr. Mackenzie, The Jesus and Mary Chain, Big Country, The Proclaimers y Josef K, aclamadas por la crítica. Desde los 80 Escocia ha producido un flujo más o menos constante de bandas de rock y rock alternativo.
Los 80 también vieron el ascenso del rock/metal progresivo, con Marillion recibiendo reconocimiento a lo largo del mundo. Bandas como esta habrían inspirado a incontables grupos de rock del siglo XXI, resultando en la fructífera y diversa cultura de la música underground escocesa de hoy en día. Más recientemente, el mundo de la gaita ha tenido un renacimiento con instrumentos basados en ella más modernos. Gaiteros como Gordon Duncan y Fred Morrison empezaron a explorar nuevos géneros musicales con muchos tipos de gaitas. El acordeón también ganó popularidad durante los 70 debido al renombrado Phil Cunningham, cuyo peculiar estilo fue una parte crucial de la banda Silly Wizard. Numerosos músicos continuaron con estilos más tradicionales, incluyendo a Alex Beaton.
Una tendencia más reciente ha sido la fusión de la música tradicional celta con el rock y el jazz. Sirvan como ejemplo Shooglenifty, Peatbog Faeries, The Easy Club, Talitha MacKenzie, Martin Swan, Savourna Stevenson, Heather Heywood y Christine Primrose. Otros músicos actuales serían el tecno-gaitero Martyn Bennett (que hace hip hop beats y sampling), Hamish Moore, Roger Ball, Hamish Stuart, Jim Diamond, Sheena Easton y Gordon Mooney.
Escocia ha dado al mundo muchas bandas indie en los 80, Primal Scream, The Soup Dragons, The Jesus and Mary Chain, The Blue Nile, Teenage Fanclub, 18 Wheeler, The Pastels y BMX Bandits son algunos de los mejores ejemplos. La siguiente década asistió al florecimiento de bandas en Glasgow como The Almighty, Arab Strap, Belle & Sebastian, Camera Obscura, The Delgados, Bis y Mogwai. A finales de los 90 y los 2000, surgieron bandas de guitarra que cosecharon cierto éxito comercial, como Franz Ferdinand, Frightened Rabbit, Biffy Clyro, Travis, KT Tunstall, Amy Macdonald, Paolo Nutini, The View, Idlewild, Shirley Manson de Garbage, Glasvegas, We Were Promised Jetpacks, The Fratellis y Twin Atlantic. Otras bandas de metal son Man Must Die, Cancerous Womb, Neonatal Death y Cerebral Bore. Uno de los productores de música electrónica más famoso, Calvin Harris, es también escocés.
Otra destacada banda de soft rock escocesa formada en Clydebank en los años 80 es la legendaria Wet Wet Wet, famosa por su canción "Love is all around" incluida en la película Cuatro bodas y un funeral.
El famoso guitarrista y cantante de Dire Straits, Mark Knopfler, también es escocés, nacido en Glasgow.  Entre sus éxitos se encuentran canciones como Sultans of Swing, Walk of Life  y Money for Nothing. En su carrera solista incursionó también en la música celta.    

## Jazz
Escocia tiene una larga tradición jazzística y ha producido muchos de los grandes músicos a nivel mundial desde los 50 del siglo XX, entre quienes destacan Jimmy Deuchar Bobby Wellins y Joe Temperley. Un problema de largo recorrido era la ausencia de oportunidades en Escocia para las actuaciones con músicos internacionales. Desde los 70 del siglo XX el propietario del club JazzBar, Bill Kyle, ha suplido esta carencia mediante la entusiasta organización de actuaciones.
Quizás el más conocido de los intérpretes contemporáneos de jazz es Tommy Smith. De nuevo, el Edinburgh Jazz and Blues Festival trae algunos de los mejores músicos de jazz del mundo a Escocia cada año, aunque, cada vez más, otras ciudades también albergan festivales internacionales, como Glasgow y Dundee.

## Instrumentos

### Acordeón
Aunque a menudo ridiculizado como kitsch escocés, el acordeón ha sido parte de la música escocesa durante mucho tiempo. Bandas de country dance, como la liderada por el renombrado Jimmy Shand, han ayudado a difundir su imagen. A principios del siglo XX el melodeón, (una variedad de diatonic button accordion) fue popular entre el folk rural y parte de la tradición de bothy band. Más recientemente, intérpretes como Phil Cunningham (de Silly Wizard) y Sandy Brechin han contribuido a la popularización del acordeón en la música escocesa.

### Gaitas

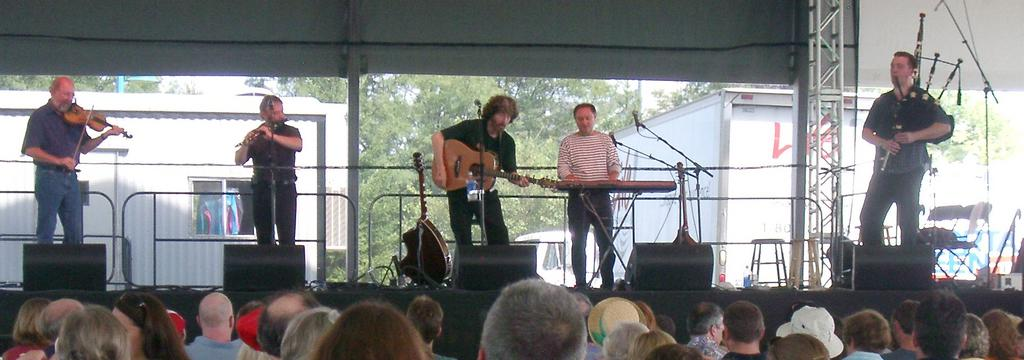
The Tannahill Weavers

Aunque las gaitas están estrechamente asociadas con Escocia por muchos forasteros, el instrumento (o más precisamente, grupo de instrumentos) se ha encontrado a lo largo de grandes zonas de Europa, el Norte de África y el Sur de Asia. La gaita más común en la música actual es la Great Highland Bagpipe, cuyo uso se ha extendido por los regimientos de las Highland de la Armada Británica. Históricamente han existido muchas otras gaitas, recreándose buena parte de ellas en el último medio siglo.
La música clásica de la Great_Highland_Bagpipe se llama Pìobaireachd, lo que consiste en un primer movimiento llamado urlar (en inglés, movimiento de campo) que establece un tema. El tema se desarrolla entonces en una serie de movimientos que van creciendo en complejidad en cada tiempo. Tras el urlar hay habitualmente un número de variaciones y doblados de variaciones. Entonces viene el movimiento y variación de taorluath y el movimiento de crunluath movement, continuando con el tema subyacente. Normalmente a esto sigue una variación del crunluath, habitualmente el crunluath a mach (aunque otras variaciones son: crunluath breabach y crunluath fosgailte). La pieza concluye con la vuelta al urlar.
Son comunes en Escocia las competiciones de gaitas, tanto para gaiteros individuales como para bandas de gaiteros. Las competiciones de gaiteros son populares entre aspirantes, algunos de los cuales vienen hasta de Australia para asistir a estas competiciones escocesas. Otros gaiteros han elegido explorar otros usos más creativos del instrumento. Hacia los 70 del siglo XX resurgieron otros tipos de gaita, como las históricas border pipes y las scottish smallpipes.
La banda de gaiteros es otro formato común en el mundo de la gaita de las Highlands, con bandas muy competitivas como la ya desaparecida Victoria Police Pipe Band de Australia, la Northern Ireland's Field Marshal Montgomery, la Rep of Irelands Laurence o la Toole pipe band, la canadiense 78th Fraser Highlanders Pipe Band y la Simon Fraser University Pipe Band y otras escocesas como la Shotts and Dykehead Pipe Band y la Strathclyde Police Pipe Band. Estas bandas y muchas otras compiten en numerosos eventos, como el World Pipe Band Championships, y a veces ofrecen conciertos públicos.

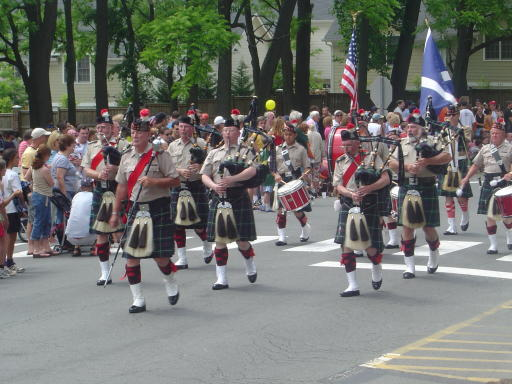
Bagpipe band performing in a parade in the U.S.